# WET-Radio
WET-Radio (de letters WET staan voor Wadden Eiland Texel) was de commerciële radio-omroep van Texel. Voortgekomen uit de voormalige piratenzender Radio Royaal werd WET-Radio geëxploiteerd door de vereniging Commerciële Omroep Radio Royaal Texel.
WET-Radio werd in januari 2002 opgericht. Nadat het eerste jaar in stilte voorbij ging, werd op 23 augustus 2003 voor het eerst weer uitgezonden via 99,8 MHz op het Texelse kabelnet. Sinds 2004 was WET-Radio ook in de ether te beluisteren via FM 94,5 MHz. De programmering richtte zich op Texelaar en toerist met muziek, afgewisseld door wetenswaardigheden. Begin 2010 stopte WET met haar uitzendingen doordat het financieel niet meer haalbaar was.